# Hội nhập theo chiều ngang
Hội nhập theo chiều ngang là quá trình của một công ty gia tăng sản xuất hàng hóa hoặc dịch vụ ở cùng một phần của chuỗi cung ứng. Một công ty có thể làm điều này thông qua việc mở rộng, mua lại hoặc sáp nhập nội bộ.
Quy trình này có thể dẫn đến độc quyền nếu một công ty nắm bắt phần lớn thị trường cho sản phẩm hoặc dịch vụ đó.
Tích hợp ngang tương phản với hội nhập theo chiều dọc, nơi các công ty tích hợp nhiều giai đoạn sản xuất của một số lượng nhỏ các đơn vị sản xuất.

## Liên minh ngang
Tích hợp ngang có liên quan đến liên minh ngang (còn được gọi là hợp tác ngang). Tuy nhiên, trong trường hợp của một liên minh ngang, các công ty hợp tác thành lập một hợp đồng, nhưng vẫn độc lập. Ví dụ, Raue & Wieland (2015) mô tả ví dụ về các nhà cung cấp dịch vụ hậu cần độc lập hợp pháp hợp tác. Một liên minh như vậy liên quan đến cạnh tranh.

## Các khía cạnh của hội nhập theo chiều ngang
Lợi ích của việc tích hợp theo chiều ngang cho cả doanh nghiệp và xã hội có thể bao gồm các nền kinh tế có quy mô và nền kinh tế của phạm vi. Đối với công ty, hội nhập theo chiều ngang có thể cung cấp sự hiện diện mạnh mẽ hơn trong thị trường tham chiếu. Nó cũng có thể cho phép các công ty tích hợp theo chiều ngang tham gia vào giá độc quyền, điều bất lợi cho xã hội nói chung và có thể khiến các nhà quản lý cấm hoặc hạn chế hội nhập theo chiều ngang. [5]